# Río Naranjo
Río Naranjo es un Distrito de Costa Rica.  Forma parte del Canton de Bagaces, en la provincia de Guanacaste.
Río Naranjo cuenta con una extensión de 42.90 km² y con un total de  población de 997 habitantes, el distrito cuenta con un porcentaje de analfabetismo de un 8.1% el cual corresponde a un 91.4% de la población, es el segundo distrito con menor índice de pobreza en el cantón.   